# Nakonanectes

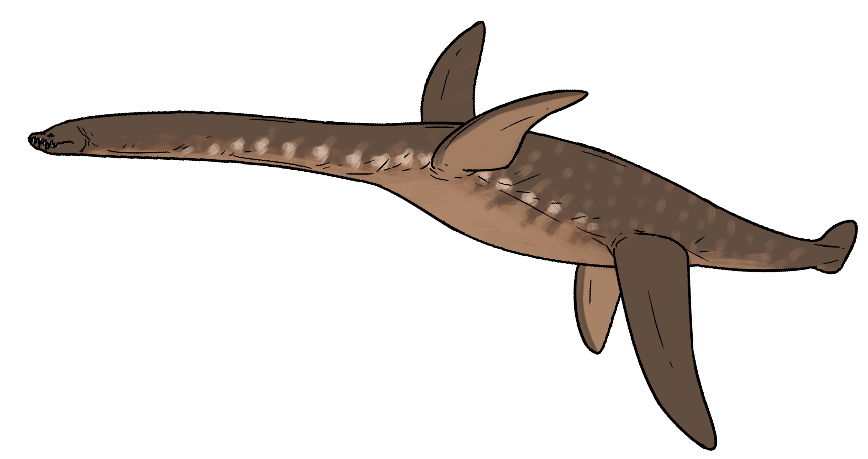
Nakonanectes bradti

Nakonanectes bradti is een lid van de Plesiosauria dat tijdens het late Krijt leefde in het gebied van het huidige Noord-Amerika.

## Vondst en naamgeving
November 2010 vond jager David Bradt een skelet van een plesiosauriër op de bodem van een smalle kloof in het Charles M. Russell National Wildlife Refuge van Montana. Het werd in 2011 overgebracht naar de University of Alaska Museum Earth Sciences Collection ter preparatie. Een CAT-scan leverde weinig gegevens op, vermoedelijk wegens een hoog gehalte aan barium.
In 2017 werd de typesoort Nakonanectes bradti benoemd en beschreven door Danielle Serratos, Patrick Druckenmiller en Roger Benjamin James Benson. De geslachtsnaam combineert een verwijzing naar de stam van de Nakona ofwel Assiniboine, "het vriendelijke volk", welke eens het vondstgebied bewoonden, met een Grieks nèktès, "zwemmer". De soortaanduiding eert Bradt.
Het holotype, MOR 3072, is gevonden in een laag van de Bearpawformatie die dateert uit het vroege Maastrichtien. Het bestaat uit een skelet met schedel. Het omvat de schedel met onderkaken, drieëntwintig halswervels, de gedeeltelijke wervelkolom van de rug en de voorste staart, delen van de schoudergordel, het bekken en de vinnen, ribben en buikribben. Het betreft een volwassen individu. Het skelet lag grotendeels in anatomisch verband hoewel de staart had losgelaten. Het was eerst volledig compleet bewaard in een vrijliggende knol schalie en werd fotografisch vastgelegd maar nog voor het geborgen kon worden spoelde in het voorjaar van 2011 een overstroming de achterkant van de nek en de voorkant van de schoudergordel weg.

## Beschrijving
De lengte is geschat op 5.1 tot 5,6 meter, wat uitzonderlijk klein is voor een elasmosauride. Vermoedelijk waren negenendertig tot tweeënveertig halswervels aanwezig geweest. De nek en snuit zijn relatief kort.
De beschrijvers stelden enkele onderscheidende kenmerken vast. Sommige daarvan zijn autapomorfieën, unieke afgeleide eigenschappen. Het neusgat is gereduceerd en hartvormig. Een opvallende achterste onderste tak van het bovenkaaksbeen loopt onder de beenbalk van het slaapvenster en raakt achteraan het squamosum (wellicht gedeeld met Libonectes). Het achterste oppervlak van de onderste plaat van het basioccipitale helt schuin naar voren en onderen. Het contact op de middenlijn tussen de pterygoïden achter de achterste tussenliggende holte is horizontaal kort, in onderaanzicht het grootste deel van de onderkant van het basioccipitale ontblotend. Het pterygoïde mist een overlappende uitgroei naar buiten en bezijden. Het articulare van de onderkaak heeft een diepe horizontale kloof achter het kaakgewricht. De extra voorste verbeningen van de achtervin articuleren met kleine gewrichtsfacetten van het onderbeen.
Daarnaast is er een unieke combinatie van op zich niet unieke kenmerken. De snuit is relatief kort, een derde van de schedellengte beslaand. De onderzijde van de symfyse van de onderkaken mist een kiel. De beennaad tussen praemaxilla en bovenkaaksbeen loopt schuin naar boven en binnen. Het postfrontale raakt de randen van de oogkas en het slaapvenster. Het postorbitale loopt langs de helft van de lengte van de onderrand van het bovenste slaapvenster. Het spleetvormige foramen pineale ligt op dezelfde hoogte als de balk achter de oogkas. Het supraoccipitale is in zijaanzicht verticaal hoger dan van voor naar achter breed. Het zijvlak van de coronoïde tak van de onderkaak wordt alleen gevormd door het dentarium. De halswervels missen een lengterichel op de zijkanten. De holte tussen de ravenbeksbeenderen is zijwaarts verbreed. De bovenste verbreding van het darmbeen bedraagt tweemaal de horizontale breedte van de middelste schacht.

## Fylogenie
Nakonanectes werd in de Elasmosauridae geplaatst. De beschrijvers gaven een nieuwe definitie van de Styxosaurinae: de groep bestaande uit Styxosaurus snowii en alle soorten nauwer verwant aan Styxosaurus dan aan Aristonectes parvidens. Binnen die definitie is Nakonanectes een styxosaurine als zustertaxon van Styxosaurus. In vorm is Nakonanectes dan convergent aan Zuid-Amerikaanse Aristonectinae met korte nekken.